# لويس سكوت
لويس سكوت (بالإنجليزية: Louis Scott)‏ هو منافس ألعاب قوى أمريكي، ولد في 16 نوفمبر 1889 في باترسون في الولايات المتحدة، وتوفي في القرن العشرين.

## وصلات خارجية
- لويس سكوت على موقع اللجنة الأولمبية الدولية (الإنجليزية)
- لويس سكوت على موقع أوليمبيديا (الإنجليزية)